# Fahne und Wappen des Kantons Graubünden
Das Wappen des Kantons Graubünden vereint Elemente aus den Wappen der alten Drei Bünde. Es stellt unten einen Steinbock dar und oben gespaltene und geviertelte Formen. Das Wappen wurde am 8. November 1932 vom Kleinen Rat festgelegt und im Februar 1933 vom Bundesrat offiziell anerkannt.

## Blasonierung und Varianten
Die Blasonierung des Wappens lautet: „Geteilt, oben gespalten: im 1. gespalten von Schwarz und Silber; im 2. gevierteilt von Blau und Gold, mit gevierteiltem Balkenkreuz in verwechselten Farben; im 3. in Silber ein schwarzer, aufrechter Steinbock.“

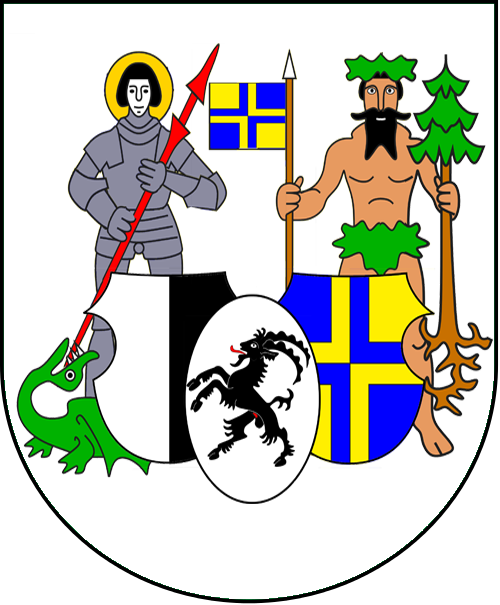
Altes Kantonswappen (1803–1932)

Die Grössenverhältnisse des gevierten Kreuzes (für den Zehngerichtebund) sind nicht verbindlich festgelegt, eingebürgert hat sich eine Darstellung, in der die Breite der Kreuzbalken einem Viertel der Feldbreite entspricht, manchmal nimmt die Balkenbreite auch einen Drittel des Feldes ein. In der von den Kantonsbehörden (seit 1982) verwendeten graphischen Realisierung des Wappens werden ausserdem die Tinkturen Blau und Gold durch dünne schwarze Linien voneinander abgegrenzt. Obwohl auch nicht verbindlich festgeschrieben, hat es sich eingebürgert, den aufrechten Steinbock (für den Gotteshausbund) mit Zunge und Mannheit in Rot darzustellen; zusätzlich wird in der gegenwärtigen behördlichen Darstellung auch das Augenlid in Rot gezeichnet.
Das Vollwappen mit Schildhaltern wird heute selten gezeigt, aber noch in den 1930er Jahren wurde das neue Kantonswappen gelegentlich auch mit allen drei Schildhaltern dargestellt, heraldisch rechts der Heilige Georg (für den Grauen Bund), in der Mitte hinter dem Schild die Muttergottes (für den Gotteshausbund) und heraldisch links der Wilde Mann (für den Zehngerichtebund). Eine 1942 von Alois Carigiet geschaffene Wappenscheibe zeigt dieselben Schildhalter.

## Standesfarben
Die Standesfarben wurden am 5. Mai 1803 durch den Grossen Rat in der Reihenfolge Grau-Weiss-Blau festgesetzt. Bei der Festlegung der Farben wurde je eine Farbe aus den Wappen der Drei Bünde übernommen: Grau steht für den Grauen Bund, Weiss für den Gotteshausbund und Blau für den Zehngerichtebund.
In der Praxis wird seit der Einführung des Wappens 1932 die Farbe Grau (eine heraldisch unklassische Tingierung) meist durch Schwarz ersetzt.

## Geschichte

### Von der Gründung des Freistaats der Drei Bünde bis 1803
Es existierte kein gemeinsames Wappen für den Freistaat der Drei Bünde. Jeder der drei Bünde verwendete sein eigenes Wappen, wobei an Fassaden und auf Münzen die drei Wappen nebeneinander in der historischen Reihenfolge der Bünde dargestellt wurden. Links der Obere bzw. Graue Bund, in der Mitte der Gotteshausbund und rechts der Zehngerichtebund.

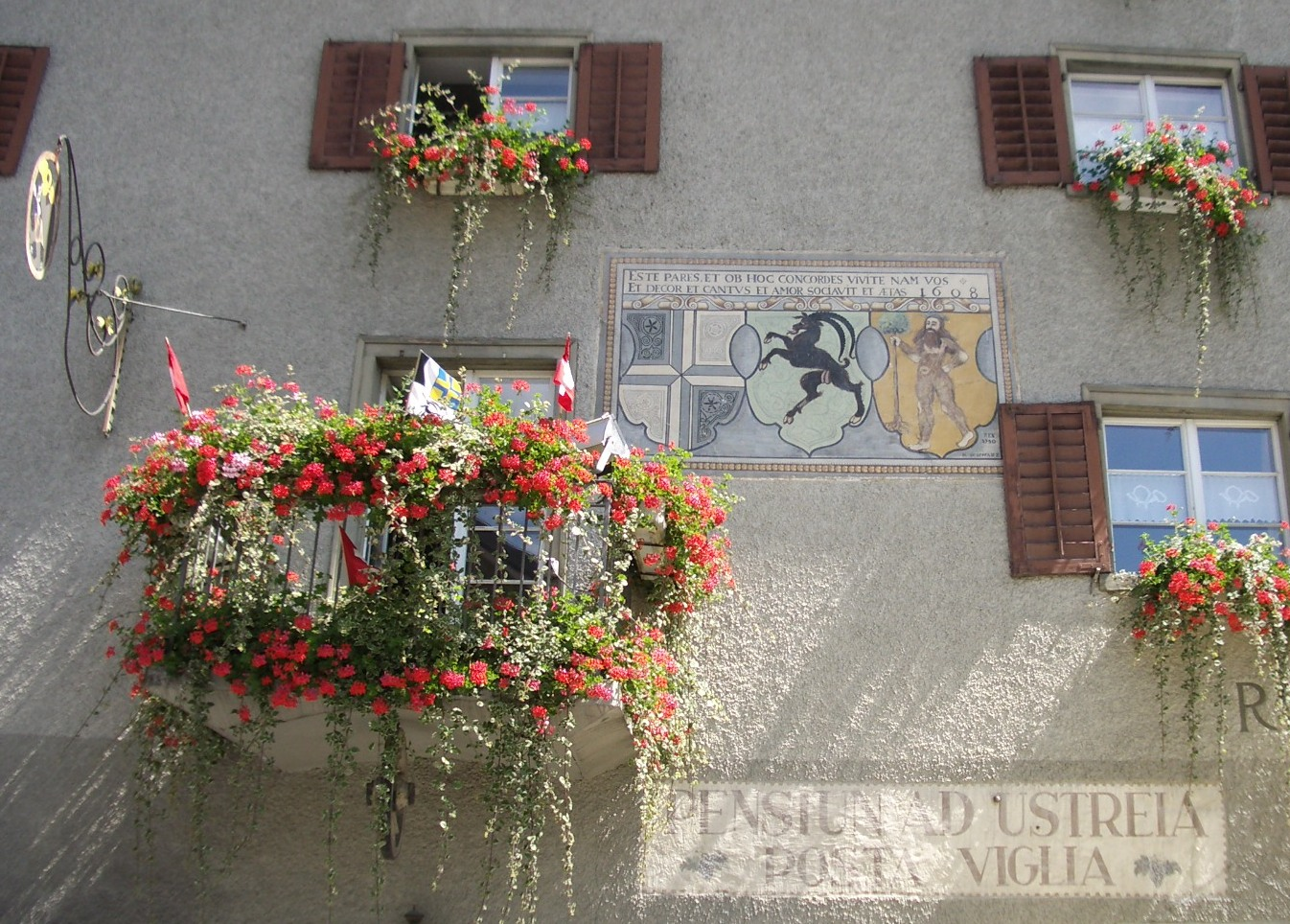
Bundeswappen in Zillis von 1608
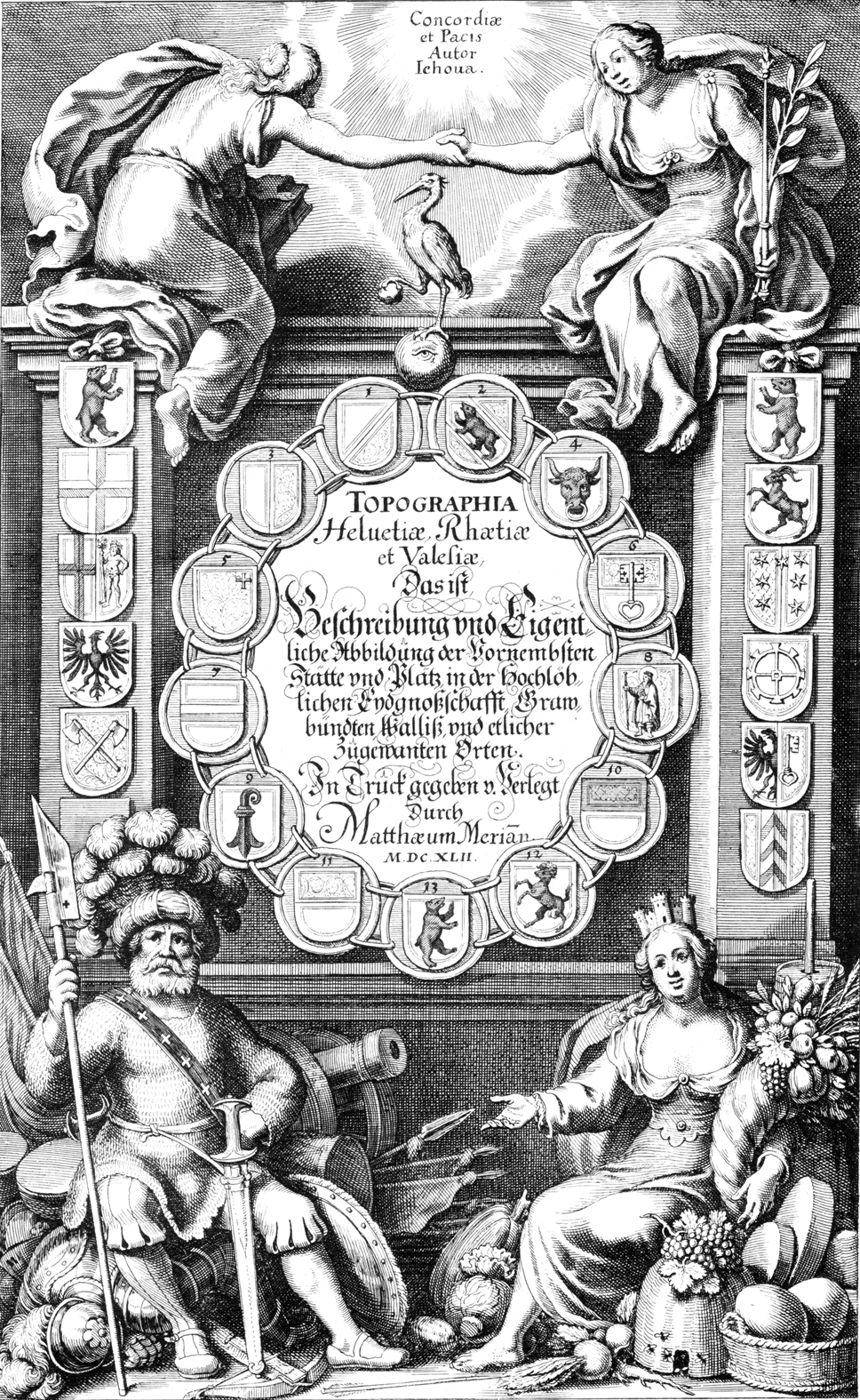
Wappen der drei Bünde auf der Titelseite der «Topographia Helvetiae» 1664
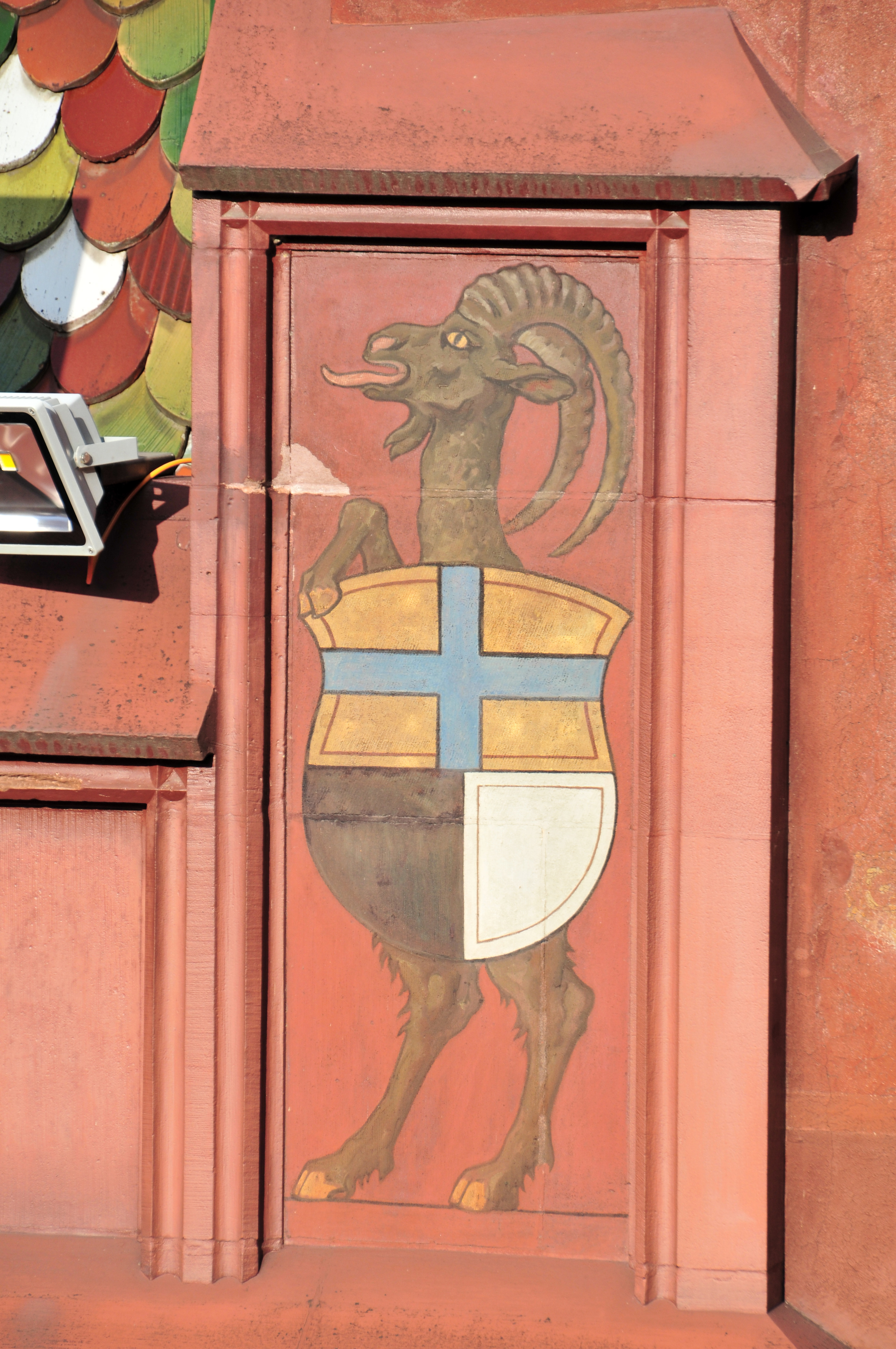
Wappen von Zehngerichtebund und Grauem Bund auf dem Zinnenkranz im Innenhof des Basler Rathauses, um 1514 (das Wappen des Gotteshausbundes ist separat auf dem Zinnenkranz auf der Aussenseite dargestellt)

Der Obere oder Grauer Bund führte gegen Ende des 15. und zu Beginn des 16. Jahrhunderts zwei Wappen nebeneinander. Das eine Wappen zeigte ein geständertes geviertes Kreuz. Der Wappengrund war zuerst manchmal rot und das Kreuz weiss, später verschwand die rote Feldfarbe und machte einer Vierteilung von Grau bzw. Schwarz und Weiss mit einem Kreuz in gewechselten Farben Platz. Das andere Wappen zeigte einen von Grau und Weiss gespaltenen Schild mit dem Heiligen Georg als Schildhalter. Diese zweite Variante wurde seit 1505 im Bundessiegel verwendet. Die andere Variante wurde jedoch noch bis ins 18. Jahrhundert für Fassadenmalereien und die Gesamtdarstellung der Bundeswappen weiterverwendet.

Wappen des Grauen Bundes, Variante mit geviertem Kreuz
Wappen des Grauen Bundes, Variante mit von grau und weiss gespaltenem Schild

Der schwarze Steinbock auf silbernem Grund als Emblem des Gotteshausbundes und Wappentier der Bischöfe von Chur wurde schon 1252 in der Churer Kathedrale dargestellt. Später wurde es durch den Bund der bischöflichen Gerichte übernommen. Als Schildhalter diente Maria in der Darstellung als Muttergottes.

Wappen des Gotteshausbundes

Das älteste Wappen des Zehngerichtenbundes zeigte in Blau ein einfaches silbernes Kreuz, wobei auch die Variante eines blauen Kreuzes in Gold und umgekehrt existierte. Als Schildhalter fungierte der «Wilde Mann», der in seiner rechten Hand eine Kreuzfahne und in seiner Linken eine entwurzelte Tanne hält. Ältere Versionen zeigen manchmal ein einfaches (nicht geviertes) Kreuz oder nur das Kreuz. Im Siegel von 1643 verwendete der Bund ein geviertes Kreuz in gewechselten Farben in einem von Blau und Gelb gevierten Schild. Neben diesen Wappenformen existierten zwei weitere Formen, die nur dann verwendet wurden, wenn die drei Bundeswappen nebeneinander dargestellt wurden: Der Wilde Mann, eine Tanne haltend, alleine oder der Wilde Mann, eine Tanne haltend, in einem gespaltenen Schild, wobei in der rechten Hälfte ein blaues Kreuz auf goldenem Grund steht.

Wappen des Zehngerichtebundes, Variante mit Wildem Mann
Wappen des Zehngerichtebundes, Variante mit geviertem Kreuz

Die drei Wappen wurden erstmals 1548 in einem Schild vereinigt dargestellt auf der Medaille von Jakob Stampfer 1548, wobei das gespaltene Wappen des Grauen Bundes im linken oberen, der Steinbock des Gotteshausbundes im rechten oberen und das einfache Kreuz des Zehngerichtebundes im unteren Feld angeordnet wurden. Dieses Design fand aber keine Verbreitung, so dass es auch in den Siegeln der Bünde bis 1799 bei der Nebeneinanderstellung der Schilde blieb.

### Von 1803 bis zur Gegenwart

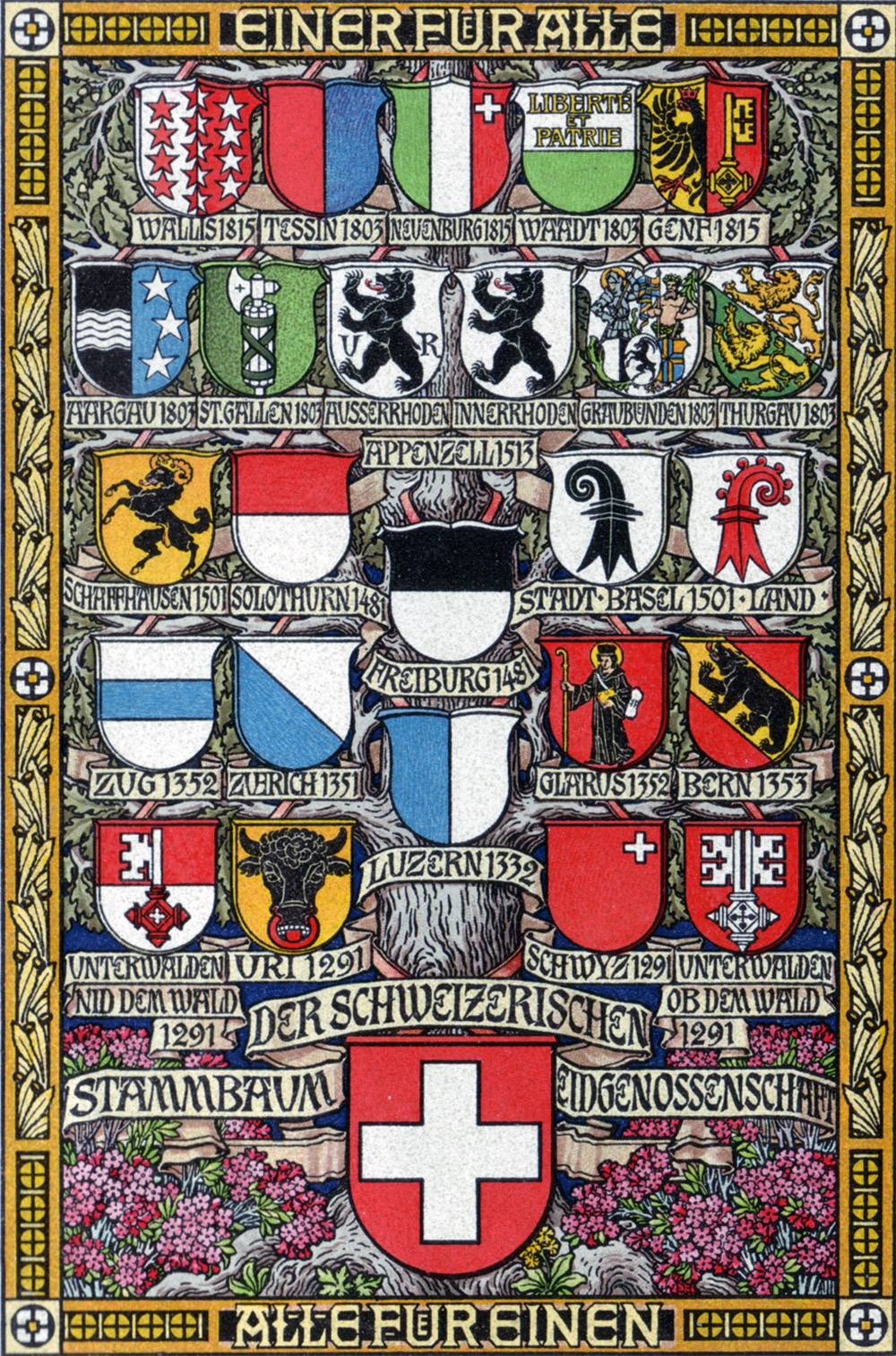
Darstellung des Stammbaums der Kantone mit altem Bündner Kantonswappen

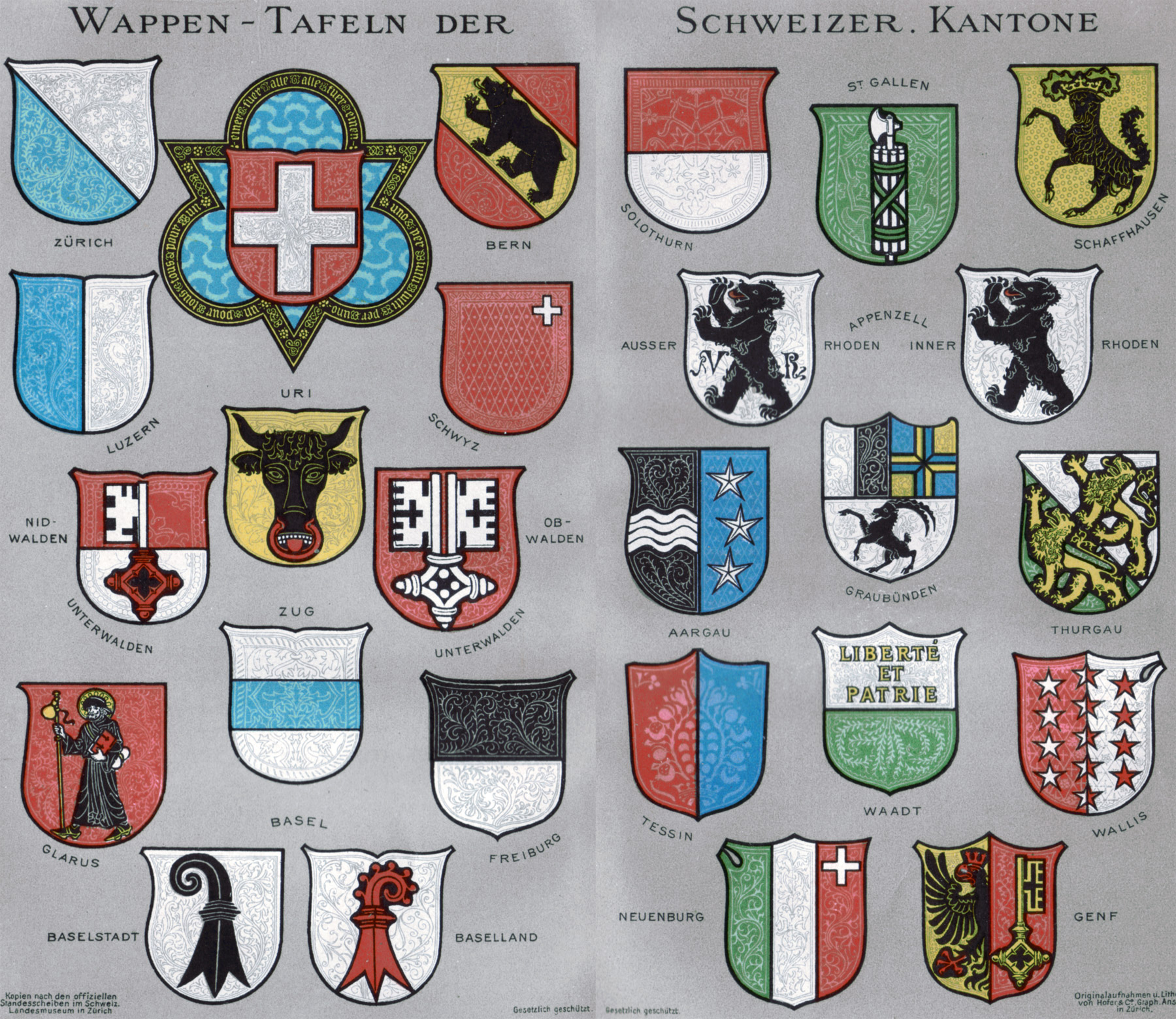
Darstellung der Wappentafeln der Kantone im Landesmuseum mit der Variante des Kantonswappens von Joseph Zemp

Von der Kantonsgründung 1803 bis 1932 wurden die Wappen der Drei Bünde weiterhin nebeneinander präsentiert. Am 26. April 1803 genehmigte der Grosse Rat anlässlich des Beitritts Graubündens als Kanton zur Schweizerischen Eidgenossenschaft eine neue Zeichnung des Kantonswappens. Die drei Wappen wurden innerhalb eines Schildes nebeneinander angeordnet, wobei der Schild des Gotteshausbundes in der Mitte und im Vordergrund stand, die beiden anderen Wappen fast zur Hälfte überdeckend, rechts das Wappen des Grauen, links dasjenige des Zehngerichtebundes. Die Komposition wurde innerhalb des Schildes links vom Heiligen Georg, rechts vom Wilden Mann gehalten. Maria als Schildhalterin des Gotteshausbundes wurde weggelassen. Daneben existierte auch noch die Variante mit dem Schild des Gotteshausbundes als Oval in der Mitte, dem die beiden anderen Wappen mit Schildhaltern beigestellt waren und nur leicht überdeckt wurden.
Diese heraldisch unkorrekte und schwierig umzusetzende Wappenform blieb bestehen, bis 1895 eine Anfrage an die Bündner Regierung einging, eine Wappenscheibe für den Waffensaal des Schweizerischen Landesmuseums in Zürich beizusteuern. Der Kunsthistoriker Josef Zemp wählte für die Darstellung die Form von Stampfer von 1548, wobei die heutige Anordnung der Bundeswappen zum Zug kam. Die Scheibe wurde 1896 ausgeführt und löste eine neue Diskussion um das Kantonswappen aus. Der Kantonsrat lehnte eine offizielle Ersetzung des Wappens jedoch 1911 ab. Das neue Wappen wurde jedoch fortan immer wieder verwendet, sogar in einer Broschüre der Bundeskanzlei über die Kantonswappen von 1931. Erst am 24. Mai 1932 setzte der Grosse Rat das neue Wappen als offizielles Bündner Wappen ein, wobei die drei ursprünglichen Schildhalter St. Georg, Maria und der Wilde Mann anerkannt wurden. Gegenüber dem Entwurf von Zemp von 1896 wurden die Farben des Wappens des Grauen Bundes vertauscht, so dass die schwarze Farbe im rechten Feld des gespaltenen Schildes zu stehen kam. Mit Beschluss der Bündner Regierung vom 8. November 1932 wurde die offizielle Beschreibung des Wappens festgelegt.
Das Wappen findet sich auch auf Lokomotiven der Rhätischen Bahn.